# Kanton Le Russey
Le Russey is een voormalig kanton van het Franse departement Doubs. Het kanton maakte sinds januari 2009 deel uit van het arrondissement Pontarlier, daarvoor behoorde het tot het arrondissement Montbéliard. Het werd opgeheven bij decreet van 25 februari 2014 met uitwerking op 22 maart 2015.

## Gemeenten
Het kanton Le Russey omvatte de volgende gemeenten:
- Le Barboux
- Le Bélieu
- Le Bizot
- Bonnétage
- La Bosse
- Bretonvillers
- Chamesey
- La Chenalotte
- Les Fontenelles
- Grand'Combe-des-Bois
- Laval-le-Prieuré
- Longevelle-lès-Russey
- Le Luhier
- Le Mémont
- Montbéliardot
- Mont-de-Laval
- Narbief
- Noël-Cerneux
- Plaimbois-du-Miroir
- Rosureux
- Le Russey (hoofdplaats)
- Saint-Julien-lès-Russey